# 2006 في الأردن
فيما يلي قوائم الأحداث التي وقعت خلال عام 2006 في الأردن.

## السياسة
- الملك: عبد الله الثاني بن الحسين
- ولي العهد: الحسين بن عبد الله الثاني
- رئيس الوزراء: معروف البخيت[1]
- رئيس مجلس النواب: عبد الهادي المجالي[2]